# Péché originel (Masolino)
Le Péché originel (en italien : Tentazione di Adamo ed Eva ou Peccato originale) est une fresque réalisée par Masolino da Panicale en 1424-1425. Elle décore la chapelle Brancacci en l'église Santa Maria del Carmine de Florence.
L'œuvre, que l'on peut dater d'environ 1424-1425, fait 208 cm sur 88 cm. Elle représente une scène célèbre de l'Ancien Testament, où Adam et Ève succombent à la tentation provenant du serpent démoniaque, dans le livre de la  Genèse.

## Historique
On sait peu de choses sur les fresques de la chapelle Brancacci. Il se peut qu'elles aient été commandées à Masolino, qui avait comme assistant le plus jeune Masaccio. Par des témoignages indirects, on sait seulement qu'elles devaient être commencées en 1424 et qu'en 1425, elles ont été continuées par le seul Masaccio, car Masolino partait en Hongrie. 

## Description

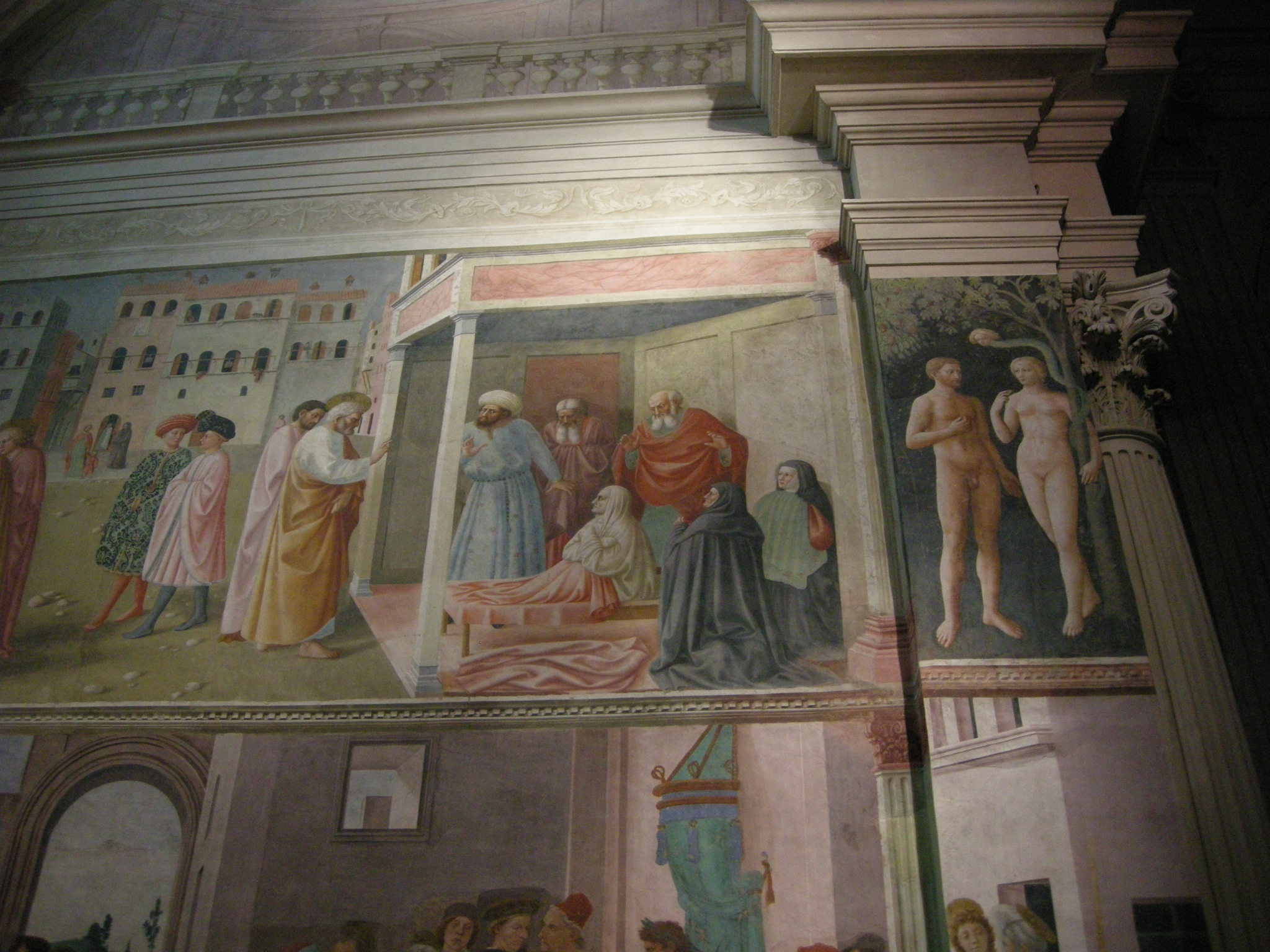
Situation de la fresque dans la chapelle.

Le cycle de fresques de la basilique commence avec cette scène, qui se trouve à droite dans un encadrement élevé et étroit sur la tranche de l'arc qui délimite la chapelle. Elle est symétrique avec Adam et Ève chassés de l'Éden de Masaccio sur le côté opposé.
La fresque montre Adam et Ève debout côté à côté, qui se regardent avec des gestes mesurés. Le serpent est enroulé sur l'arbre où qu'elle encercle du bras et possède une tête humaine aux cheveux blonds.

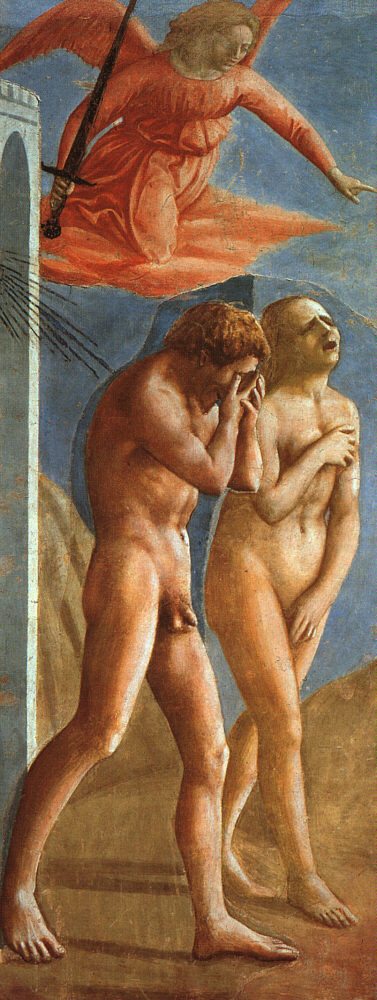
Adam et Ève chassés de l'Éden.

## Style
Il s'agit d'une scène empreinte de préciosité, appartenant pour les gestes et le style au climat courtois du gothique tardif. À l'origine, cette influence était encore accentuée par la richesse calligraphique du feuillage et des herbes de l'arrière-plan, qui sont aujourd'hui disparus, mais dont ont témoigné Tommaso Piroli (autour de 1775) et Carlo Lavinio (1814-1830).
La lumière modèle les personnages sans aspérités, elle est douce et moulante. On a l'impression que les personnages émettent eux-mêmes une lueur, qu'il n'y a pas de source lumineuse précise. Le fond obscure fait ressortir leur plasticité sensuelle, en les laissant comme suspendus dans l'espace. Les visages sont génériques et les expressions indéfinies.
Adam en particulier montre l'adhésion au canon de la beauté classique, avec un effort de correction anatomique qui rappelle l'antiquité.
La confrontation des Adam et Ève de Masolino et de Masaccio fait ressortir la différence de condition de l'Homme avant et après le péché originel : l'Éden de Masolino est idyllique, la sortie de celui-ci terrorise. La différence de traitement, idéalisé pour une œuvre et réaliste pour l'autre, pourrait avoir été intentionnelle de la part des deux peintres.

### Crédits de traduction
- (it) Cet article est partiellement ou en totalité issu de l’article de Wikipédia en italien intitulé « Tentazione di Adamo ed Eva » (voir la liste des auteurs).